# About Last Night (1986)
About Last Night (estilizado como "About Last Night…"; bra: Sobre Ontem à Noite…; prt: Lembras-te da Última Noite?) é um filme de 1986 realizado por Edward Zwick e estrelado por Rob Lowe e Demi Moore como dois yuppies de Chicago que entram em um relacionamento comprometido pela primeira vez. Baseia-se na peça teatral de David Mamet de 1974 Sexual Perversity in Chicago. O filme tem uma refilmagem homônima lançada em 2014.

## Elenco
- Rob Lowe como Danny
- Demi Moore como Debbie
- James Belushi como Bernie
- Elizabeth Perkins como Joan
- George DiCenzo como Sr. Favio
- Robin Thomas como Steve Carlson
- Megan Mullally como Pat
- Rosanna DeSoto como Sra. Lyons (como Rosana De Soto)
- Tim Kazurinsky como Colin
- Kevin Bourland como Ira
- Catherine Keener como garçonete no cocktail

## Recepção

### Bilheteria
O filme foi um sucesso de bilheteria, arrecadando US$ 38 702 310 dólares no mercado interno. Foi o 25.º filme de maior bilheteria de 1986, e o 10 filme restrito (R-rated) de maior bilheteria de 1986.

### Resposta da crítica
O filme ganhou críticas positivas. Roger Ebert deu ao filme quatro estrelas, escrevendo em sua crítica que "About Last Night... é um dos mais raros de filmes americanos recentes, porque lida com destemidamente pessoas reais, em vez de com efeitos especiais ". As performances foram especialmente elogiadas, com Ebert escrever "Lowe e Moore, membros de "Brat Pack" de Hollywood, são sobreviventes do filme terrível do verão passado sobre solteiros yuppie, St. Elmo's Fire. Este é o filme que St. Elmo's Fire deveria ter sido. Filme do verão passado fez um olhar estúpido e superficial. About Last Night ... dá-lhes as melhores oportunidades em que atuam ou já atuaram, e eles fazem a maioria deles."

## Trilha sonora
1. "So Far, So Good" – Sheena Easton
2. "(She's the) Shape of Things to Come" – John Oates
3. "Natural Love" – Sheena Easton
4. "Words into Action" – Jermaine Jackson
5. "Step by Step" – J.D. Souther
6. "Living Inside My Heart" – Bob Seger
7. "Trials of the Heart" – Nancy Shanks
8. "til You Love Somebody" – Michael Henderson
9. "If We Can Get Through the Night" – Paul Davis
10. "True Love" – The Del-Lords
11. "If Anybody Had a Heart" – John Waite[carece de fontes?]